# 皮納圖博湖
15°08′N 120°21′E / 15.13°N 120.35°E

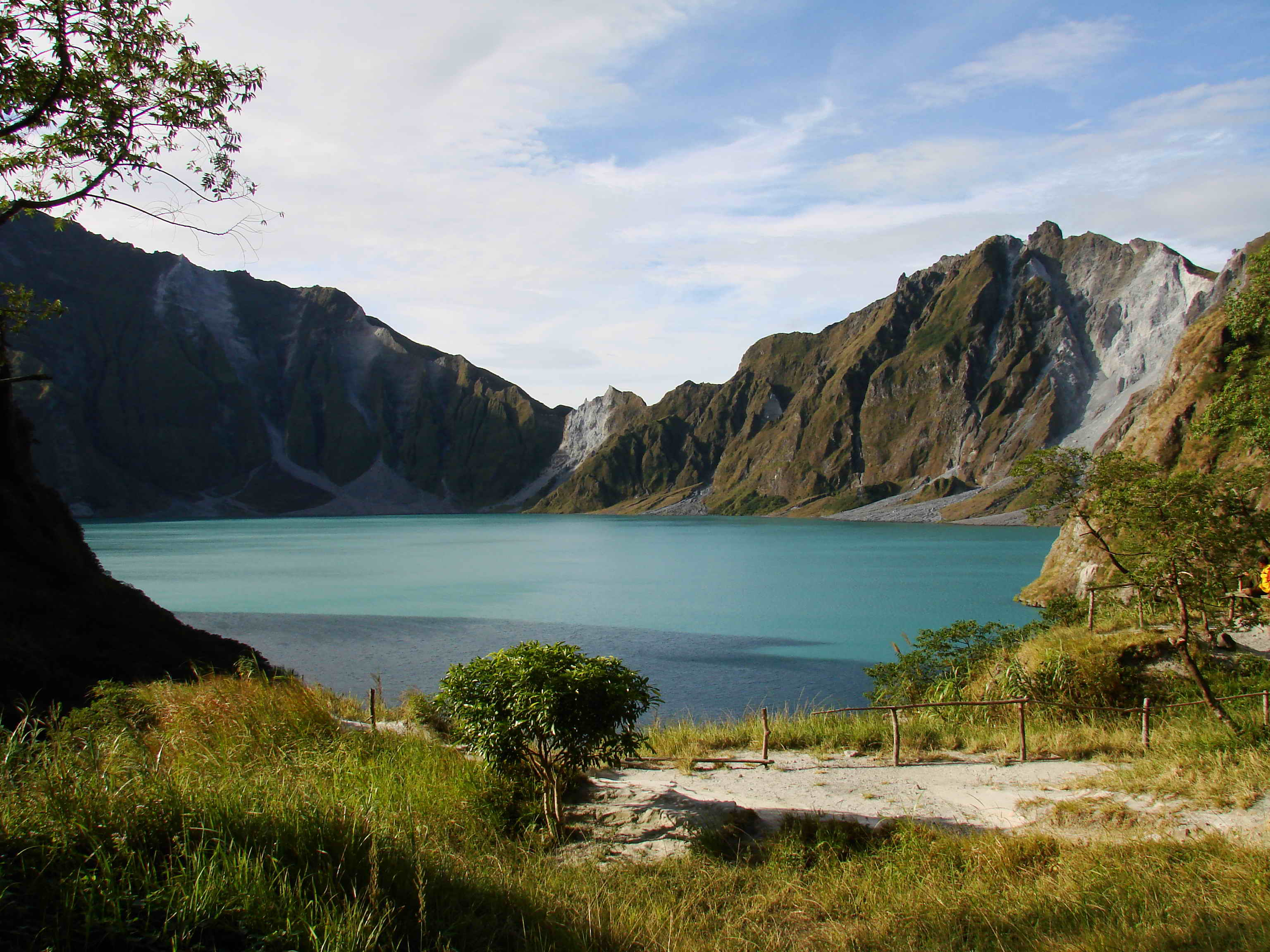

皮納圖博湖（菲律賓文： Lawa ng Pinatubo）是菲律賓的火山湖，位於皮納圖博火山，於1991年6月15日火山爆發後形成。距離首都馬尼拉西北方90公里，寬2.5公里，面積0.18平方公里，集水區面積5平方公里，平均水深600公尺，為菲國最深的湖泊，最大水深800公尺，海拔高度900公尺。此湖被形容為寬廣的藍綠色寶石，目前為熱門健行景點。健行時間約1小時。

## 外部連結
- PHIVOLCS -Pinatubo Data Update (retrieved: 5 March 2009)
- Mount Pinatubo Trek (retrieved: 10 March 2009)
- BBC News Online （页面存档备份，存于） (retrieved: 26 March 2009)